# Миротворец (фильм Ледер)
«Миротворец» (англ. The Peacemaker) — боевик 1997 года режиссёра Мими Ледер с Джорджем Клуни, Николь Кидман и Александром Балуевым в главных ролях.

## Сюжет
Середина 90-х. Во время службы в православной церкви Пале (Босния) убивают одного из членов правительства Республики Сербской.
Тем временем на Южном Урале (район города Карталы Челябинской области России), грузовой поезд, который везёт ядерные боеголовки, предназначенные для утилизации по договору СНВ, сталкивается с пассажирским рейсом. Происходит взрыв одной из боеголовок, ядерная катастрофа уносит жизни нескольких тысяч человек.
Об этой трагедии узнают в ядерном центре американского Белого Дома. К расследованию обстоятельств подключаются специалист по ядерной физике доктор Джулия Келли (Николь Кидман) и подполковник Разведывательного управления армии США Томас Дэво (Джордж Клуни). Сначала им кажется, что в этом замешаны чеченские террористы, но вскоре выясняют, что взрыв был спланирован заранее с целью замести следы похищения оставшейся части опасного оружия генерал-майором российской армии Александром Кодоровым (Александр Балуев), который намеревается продать его на Чёрном рынке. Они сразу же отправляются с солдатами на трёх вертолётах перехватить грузовик с четырьмя ядерными боеголовками, на котором едет и сам генерал Кодоров со своими подчинёнными из России в Иран через Азербайджан. 
Подполковнику Дэво приходится запрашивать разрешение на вхождение своих вертолётов в воздушное пространство Российской Федерации, но это длится долго, и под угрозой упустить террористов, Томас решается на, де-факто, вторжение. От них требуют повернуть назад и вернуться на территорию Турции (страна-член НАТО), в противном случае их начнут обстреливать ракетами. Но так как у подполковника Томаса и его солдат нет времени на дискусии, они продолжают лететь вперёд к грузовику с боеголовками. Их вертолёты начинают обстреливать ракетами российской системы ПВО, те начинают маневрировать, стараясь уйти из-под обстрела. Несмотря на маневрирование, один из трёх вертолётов они теряют, но остальным удаётся уйти из-под ракетного обстрела, и они перехватывают грузовик с ядерными боеголовками на мосту через ущелье в Дагестане.
Завязывается ожесточённый бой между американским подполковником Дэво и российским генералом Кодоровым, и их подчинёнными. Кодорову удаётся намотать канат, свешивающийся с вертолёта, на шею подполковника Томаса и подать сигнал, чтобы поднимали канат, но Томасу удаётся вытащить свой большой нож и перерезать канат, тем самым продолжив бой. В итоге, Томас со своими солдатами выигрывает поединок и забирает боеголовки на американскую базу, но когда всё тщательно проверяют, оказывается, что одна боеголовка отсутствует. Всё продумав и воссоздав ход драки, выясняют, что во время боя на мосту, один из террористов сумел уйти с боеголовкой и теперь где-то скрывается.
Позже выясняется, что похищенную боеголовку собираются взорвать в Нью-Йорке. Оказывается, один из террористов — это югослав Душан Гаврич, потерявший своих жену и дочь во время осады Сараева — они обе погибли от пуль солдат НАТО. Мужчина убит горем и намеревается отомстить США. Из-за этого подполковник Томас Дэво и доктор Джулия Келли решаются остановить его, во что бы то ни стало. Гаврич кончает жизнь самоубийством, но в последний момент Дэво и Келли предотвращают террористический акт в Нью-Йорке.

## В ролях
- Джордж Клуни — подполковник армии США Томас Дэво
- Николь Кидман — доктор Джулия Келли
- Александр Балуев — Александр Кодоров, генерал-майор российской армии
- Марчел Юреш — Душан Гаврич
- Джим Хейми — генерал Гарнетт
- Армин Мюллер-Шталь — Дмитрий Вертиков, полковник ФСБ России, друг Томаса Дэво
- Гарри Вёрнц — Терри Гамильтон
- Рендэлл Батинкофф — Кен
- Карлос Гомес — капитан Сантьяго
- Рене Медвешек — Владо Мирич
- Холт Маккэлани — Марк Эпплтон
- Горан Вишнич — российский пограничник, сержант
- Александр Штробель — Дитрих Шумахер
- Александр Песков — Василий, капитан российской армии, сообщник Кодорова
- Александр Кузнецов — командир батареи ПВО на границе РФ, майор российской армии
- Адина Портер — полицейский
- Себастьян Роше — немецкий турист